# Helen Hall Jennings
Helen Hall Jennings (20 de septiembre de 1905 - 4 de octubre de 1966) fue una psicóloga social y pionera en el campo de las redes sociales a principios del siglo XX. Desarrolló métodos de investigación cuantitativos utilizados para estudiar la sociometría, un método cuantitativo para medir las relaciones sociales. Este trabajo se considera el nacimiento del análisis de redes sociales.

## Trayectoria
Jennings se licenció en el New Jersey College for Women (ahora conocido como Douglass Residential College de la Universidad de Rutgers) en 1927 con una licenciatura en Letras.
Jennings se licenció en psicología en la Universidad de Columbia y se especializó en el diseño de investigaciones empíricas. Mientras trabajaba en el laboratorio del psicólogo Gardner Murphy, conoció a Jacob L. Moreno. A través de su conocimiento de estadísticas y métodos de investigación cuantitativa, Jennings trabajó con Moreno para desarrollar un enfoque empírico para la investigación de redes sociales. Juntos estudiaron cómo las relaciones sociales afectaban el bienestar psicológico y utilizaron métodos cuantitativos para estudiar la estructura de los grupos y las posiciones de los individuos dentro de los grupos.
La investigación de Jennings y Moreno en Sing Sing y la Escuela de Capacitación para Niñas de Nueva York (también conocida como Escuela Hudson para Niñas) implicó la recopilación y el análisis sistemáticos de datos y dio como resultado dos trabajos publicados: Aplicación del método de grupos a la clasificación, en 1932 y ¿Quién sobrevivirá? Un nuevo enfoque al problema de las interrelaciones humanas en 1934. El enfoque de utilizar datos cuantitativos para estudiar y medir las relaciones dentro de grupos de personas dio lugar al desarrollo de la sociometría. Jennings y Moreno también fueron los primeros en utilizar un modelo de red estocástica (o "sociograma de azar", como lo llamaron), anterior al modelo de Erdős-Rényi y al modelo de red de Anatol Rapoport.
En 1931, Jennings se licenció en Filosofía y Letras por la Universidad de Columbia. Su tesis de máster se tituló "La naturaleza de lo patético". En ese momento ella vivía en Stelton, Nueva Jersey. En 1943, Jennings terminó su tesis doctoral Liderazgo y aislamiento: un estudio de la personalidad en las relaciones interpersonales, finalmente publicada por Longman, Greens and Company. Liderazgo y aislamiento se esforzaba por examinar cómo surgen en una población los líderes y los aislados elegidos con frecuencia. Era una continuación del análisis de los datos recogidos en la New York Training School for Girls. Se preguntó a las participantes de la investigación con quién les gustaría trabajar y con quién les gustaría vivir. Ocho meses después, apenas había cambios en los líderes y aislados seleccionados.
Benjamin Karpman, psiquiatra, describe la importancia de la investigación de Jennings en una reseña de la primera edición de Liderazgo y aislamiento para el Journal of Clinical Psychology. Karpman concluye su reseña animando a todos los psiquiatras a leer el libro de Jennings, afirmando que «ofrece el análisis más profundo del liderazgo y el aislamiento en el proceso social que este crítico ha descubierto en el campo de la psicología social».
Longman, Greens and Company publicó una segunda edición de Leadership and Isolation en 1950. Morris Janowitz, uno de los fundadores de la sociología militar, reseñó el libro para el American Journal of Sociology. En su reseña, Janowitz escribió que Liderazgo y aislamiento «puede considerarse un ingenioso estudio empírico que ayudó a poner de moda la sociometría como herramienta de investigación».

Según el sociólogo estructural Linton C. Freeman, los métodos empíricos desarrollados por Jennings y aplicados en los estudios de sociometría de Moreno sentaron las bases de la futura investigación sobre redes sociales:
«Claramente, con una gran ayuda de Jennings y Lazarsfeld, Moreno había desarrollado un enfoque que incluía todas las propiedades definitorias del análisis de redes sociales. Se basaba en intuiciones estructurales, implicaba la recopilación de datos empíricos sistemáticos, las imágenes gráficas formaban parte integral de sus herramientas e incorporaba un modelo matemático explícito. Además, esa perspectiva estructural se generalizó a toda una serie de fenómenos. Así pues, el grupo dirigido por Moreno mostraba las cuatro características que definen el análisis de redes sociales».

## Trabajos seleccionados
- Moreno, Jacob L. y Jennings, Helen Hall. (1938). Estadísticas de configuraciones sociales. Sociometría, vol. 1, págs. 342–374.
- Jennings, Helen Hall. (1947). Sociometría del liderazgo: basada en la diferenciación de psiquegrupo y sociogrupo. Casa Baliza. OCLC 3954870
- Jennings, Helen Hall. (1950). Liderazgo y aislamiento: un estudio de la personalidad en las relaciones interpersonales . Nueva York: Longman, Greens y Company.OCLC 217786
- Jennings, Helen Hall. (1959). Sociometría en las relaciones grupales: un manual para profesores. Consejo Americano de Educación.OCLC 255156 ASIN B000WL0G9C